# یه ریتم کوچولو و یه حس خبیثانه
| بررسی انتقادی | بررسی انتقادی |
| منبع          | رتبه‌بندی      |
| ------------- | ------------- |
| پیچفورک       | ۷.۵/۱۰        |

یه ریتم کوچولو و یه حس خبیثانه (به انگلیسی: A Little Rhythm and a Wicked Feeling) چهارمین آلبوم چندآهنگه از گروهٔ موسیقی دونفرهٔ سینث-پاپ آمریکایی ماگدالنا بی می‌باشد که در ۱۳ مارس سال ۲۰۲۰ از سوی لومینل و اورچرد منتشر گردید.

## فهرست ترانه‌ها
همهٔ ترانه‌ها توسط و تهیه‌شده توسط ماگدالنا بی نوشته شده‌است.
| فهرست ترانه‌های یه ریتم کوچولو و یه حس خبیثانه | فهرست ترانه‌های یه ریتم کوچولو و یه حس خبیثانه | فهرست ترانه‌های یه ریتم کوچولو و یه حس خبیثانه |
| شماره                                         | نام                                           | مدت                                           |
| --------------------------------------------- | --------------------------------------------- | --------------------------------------------- |
| ۱.                                            | «چطور حال کنیم» (How to Get Physical)         | ۳:۱۰                                          |
| ۲.                                            | «داستان» (Story)                              | ۳:۴۰                                          |
| ۳.                                            | «مقاصد خوب» (Good Intentions)                 | ۳:۳۶                                          |
| ۴.                                            | «هواپیما» (Airplane)                          | ۳:۴۵                                          |
| ۵.                                            | «ونیز» (Venice)                               | ۳:۱۶                                          |
| ۶.                                            | «شلیک‌مرگبار» (Killshot)                       | ۳:۵۶                                          |
| ۷.                                            | «توقف و برو» (Stop & Go)                      | ۳:۰۴                                          |
| ۸.                                            | «ای وای» (Oh Hell)                            | ۳:۲۸                                          |
| مجموع مدت:                                    | مجموع مدت:                                    | ۲۷:۵۵                                         |